# Симдега (округ)
Симдега (хинди सिमडेगा जिला; англ. Simdega) — округ в индийском штате Джаркханд. Образован 30 апреля 2001 года из части территории округа Гумла. Административный центр — город Симдега. Площадь округа — 3761 км². По данным всеиндийской переписи 2001 года население округа составляло 514 320 человек. Уровень грамотности взрослого населения составлял 52,35 %, что ниже среднеиндийского уровня (59,5 %). Доля городского населения составляла 7 %.